# Uroteuthis abulati
Uroteuthis abulati är en bläckfiskart som först beskrevs av Adam 1955.  Uroteuthis abulati ingår i släktet Uroteuthis och familjen kalmarer. Inga underarter finns listade i Catalogue of Life.